# آندیدنیا
آندیدنیا (به لاتین: Andideniya) یک منطقهٔ مسکونی در سری‌لانکا است که در استان مرکزی (سری‌لانکا) واقع شده‌است.